# Чорноморсько-Каспійський регіон
Чорноморсько-каспійський регіон Протягом останніх років увага міжнародної спільноти прикута до Каспійського і Чорноморського регіонів, які надзвичайно важливі у справі енергетичного забезпечення Європи. Значні запас нафти і газу в Каспійському регіоні, а також Чорне море та причорноморські країни які є з‘єднувальними ланками  транзиту каспійських енергоносіїв на європейський та світовий ринки в обхід російської території.

## Геополітика
В геополітичному плані в Каспійському та Чорноморському регіонах виникає загострення протистояння між Росією, яка вважає їх зонами свого виняткового впливу.  США, НАТО і ЄС, що просувають власні інтереси на пострадянському просторі шукають свою вигоду. Ситуація сприяє економічному розвитку надходження іноземних інвестицій для реалізації енергетичних та енерготранспортувальних проектів на їх території. Також  дестабілізує обстановку в районах Каспійського та Чорного морів, а також провокує виникнення джерел напруженості та зон конфліктів, коли зіштовхуються геополітичні інтереси різних країн та зростає між ними економічна конкуренція.

## Чинники суперечностей
Серед основних чинників суперечностей сторін в економічній галузі є конкуруючі проекти транспортування каспійських енергоносіїв до Європи. Так, ЄС, за підтримки США, намагається створити так званий «Південний енерготранспортний коридор» і забезпечити постачання туркменського та азербайджанського газу до Європи в обхід Російської Федерації через Каспійське море, Азербайджан та Туреччину. На противагу цьому Росія активно відстоює власний проект транспортування російського газу до країн ЄС — «Південний потік», коли газопровід пролягатиме по дну Чорного моря до Болгарії в обхід української території . В рамках реалізації цих планів як Росія, так і США, НАТО та ЄС намагаються впливати на країни Каспійського та Чорноморського регіонів з метою привернути їх до себе. Російська сторона протидіє посиленню регіональних позицій США, НАТО та ЄС, перешкоджає планам України і Молдови щодо їх європерспективи та європейській і євроатлантичній інтеграції Грузії; намагається розширити свою присутність в енергетичних секторах Азербайджану та Туркменістану, а також переконує зазначені країни в недоцільності побудови «Транскаспійського» газопроводу (по дну Каспійського моря).Крім того, Російська Федерація дуже уважно ставиться до такого питання, як всебічна підтримки сепаратистських режимів в Придністров’ї, Абхазії, Південній Осетії та Нагірному Карабасі. Росія використовує їх як інструмент впливу на політику Молдови, Грузії, Азербайджану та Вірменії. Це фактично гальмує врегулювання придністровського, грузино-абхазького та нагірно-карабаського конфліктів, і у «замороженому» стані зберігає можливість відкритого збройного протистояння. Наочно підтверджується це і серпневим російсько-грузинським збройним конфліктом 2008 року, а також перманентними збройними сутичками на лінії протистояння конфліктуючих сторін у Нагірному Карабасі.
Ще один проблемний аспект — неефективність російської політики на Північному Кавказі, де ведуть диверсійно-терористичні дії ісламські екстремісти. Розширення масштабів силового тиску Російської Федерації на ісламістів не дає бажаних результатів. При цьому намагання російської сторони налагодити процес економічного відродження Південного федерального округу РФ, як основи для вирішення тамтешніх проблем, також не зараджує справі.

## Проект «Nabucco»
США та Європейський Союз прагнуть активно співпрацювати з країнами Каспійського та Чорноморського регіонів в економічній та інвестиційній галузях. Американські та європейські компанії реалізують спільні проекти з видобутку нафти і газу в Азербайджані та Туркменістані, підтримують зусилля Азербайджану та Туркменістану щодо отримання ними альтернативних шляхів виходу на зовнішні енергетичні ринки. Наприклад, США та ЄС лобіюють проект «Транскаспійського» газопроводу та беруть участь у проекті «Nabucco», розробці шельфових покладів нафти і газу на чорноморському узбережжі України та Румунії а також у розвідці і опрацюванні родовищ сланцевого газу на українській і румунській територіях, інвестують енергетичні проекти в Грузії та Молдові.
Однак, події навколо Каспійського регіону ускладнюються відносинами між США та їх союзниками з одного боку і Іраном — іншого через реалізацію іранською стороною своєї ядерної програми, яка дає змогу створити власну ядерну зброю. Не виключено, що США та Ізраїль проведуть військову операцію проти Ірану, що матиме вкрай негативні наслідки для регіону через можливість поширення конфлікту у інших країнах, що, в свою чергу, припинить видобуток та транспортування каспійських енергоносіїв, викличе появу потоків біженців, активізує контрабанду зброї тощо.
Обстановка в Каспійському регіоні може погіршитись також через планування США та НАТО вивести Міжнародні сили ISAF з Афганістану. Тоді ісламський екстремізм накриє і прикаспійські країни.

## Загрози
Для Чорноморського регіону становить загрозу і збройний конфлікт в Сирії. Якщо під тиском опозиції, яка активно підтримується західними країнами та їх близькосхідними союзниками, впаде сирійський режим Б.Асада, то це може активізувати курдських екстремістів в Сирії, Іраку, Ірані та Туреччині, які прагнуть створити незалежну курдську державу. В такому випадку обстановка у зазначених країнах дестабілізується, зокрема, у районах проходження нафтогазопроводів з Каспійського регіону до Європи через турецьку територію (насамперед, поблизу турецько-азербайджанського кордону). Слід зауважити, що за певних умов може виникнути пряме військове протистояння між Росією та США і НАТО в Чорноморському регіоні, як наслідок загострення їх відносин. Про це зараз свідчать відпрацювання сторонами відповідних планів у ході військових навчань, а також демонстрація потужності збройних сил. Наприклад, влітку минулого року російська сторона провела масштабні навчання «Кавказ-2012» за участю військ (сил) Південного військового округу, Чорноморського флоту та Каспійської флотилії ЗС Росії, а також міжфлотське навчання ВМФ РФ в Чорному та Середземному морях в січні 2013 року (на тлі загострення ситуації довкола Сирії) за участю кораблів Чорноморського, Балтійського та Північного флотів РФ. Крім того, за заявою президента Російської Федерації В.Путіна, Росія має намір відновити патрульні польоти стратегічної авіації ВПС РФ, в т. ч. над Чорним морем. США і НАТО також інтенсифікували спільні військові навчання з країнами Каспійського та Чорноморського регіонів. Після російсько-грузинського конфлікту в серпні 2008 року бойові кораблі США та НАТО (в т. ч. крейсери з керованою ракетною зброєю) систематично заходять у акваторію Чорного моря з візитами до портів Туреччини, Румунії, Болгарії, Грузії та України.

## Проблеми в регіоні
Не менш важливі суто регіональні проблеми, які можуть перерости у нові конфлікти, в т. ч. збройного характеру, а саме: в Каспійському регіоні — остаточно не вирішене питання розподілу Каспійського моря, через що Азербайджан, Туркменістан та Іран сперечаються за шельфові родовища нафти і газу; зростає напруга у відносинах між Іраном та Азербайджаном в зв’язку з активізацією азербайджансько-американських та азербайджансько-ізраїльських стосунків, що Тегеран сприймає як загрозу власній безпеці;
в Чорноморському регіоні — Росія та Туреччина намагаються не поступатися регіональним лідерством та впливом на Кавказі; існують потенційні територіальні претензії Росії до України (Криму) та Румунії до України (Бессарабії та Буковини) і Болгарії (суміжних шельфових зон); Бухарест активізує заходи з посилення своїх регіональних позицій, не зважаючи на інтереси сусідів.
У таких умовах більшість каспійських та чорноморських країн активно нарощують свої військові потенціали.